# Glore Becker-Bettermann
Glore Becker-Bettermann (* 1904 in Leipzig; † 1980 in Winnemark; gebürtig: Johanna Bauch) war eine deutsche Malerin.

## Leben
Glore Becker-Bettermann lernte in Berlin den Maler und Grafiker Gerhart Bettermann (* 23. Februar 1910 in Leipzig; † 16. November 1992 in Winnemark) kennen, mit dem sie 1933 aus politischen Gründen Berlin verließ. Den Anstoß dazu hatte die erneute Verhaftung von Alfred Frank, Vorsitzender der Leipziger Ortsgruppe der Assoziation revolutionärer bildender Künstler (ASSO) in Leipzig gegeben; dieser war der ehemalige Lehrer von Gerhart Bettermann.
In Schleswig-Holstein kamen sie zuerst bei einem Tagelöhnerehepaar in Dagebüll unter. Am 12. April 1935 wurde sie als Freundin von Gerhart Bettermann im Zusammenhang mit einem Betrugs-Vorwurf von der Flensburger Gestapo verhaftet. Gerhart Bettermann war bereits vier Tage zuvor am 8. April 1835, gemeinsam mit seinem Freund, dem Schriftsteller Walter Reichart, verhaftet worden. Im weiteren Verlauf des Ermittlungsverfahrens nahm Walter Reichart alle Schuld auf sich, obwohl alle drei Beteiligten vorher geständig waren, so dass Glore Becker und Gerhart Bettermann im August 1835 nur noch als Zeugen an der Gerichtsverhandlung teilnahmen, in der Walter Reichart zu zwei Jahren und sechs Monaten Gefängnis verurteilt wurde.
Nach ihrer Hochzeit erwarben sie eine Kate in Emers bei Winnemark. Während dieser Zeit der Emigration lebten sie von Gelegenheitsarbeiten.
Nach der Rückkehr ihres Ehemannes aus sowjetischer Kriegsgefangenschaft 1953, gründeten sie ein Künstlerhaus in Winnemark und setzten sie sich auch für die Gründung des Schleswig-Holsteinischen Künstlerbundes ein.
Von W. C. Hambach werden die Arbeiten von Glore Becker-Bettermann wie folgt charakterisiert: … und als tüchtige Malerin profilierte (sie sich) vornehmlich durch neuartig strukturierte Hochgebirgslandschaften, durch hauchzarte Blumenbilder voll behutsam arrangierter Zwischentöne und durch die Einbeziehung phantasiereicher Traumvisionen in ihre Bilderwelt.

## Mitgliedschaften
- Glore Becker-Bettermann war Mitglied im Landesverband Schleswig-Holsteinische Künstler[2].

## Ausstellungen
Neben den Landesschauen Schleswig-Holsteinischer Künstler von 1953 bis 1961 und von 1963 bis 1970 war sie auf vielen Ausstellungen im In- und Ausland vertreten.

## Werke (Auswahl)
- Schleswig, Schleswig-Holsteinisches Landesmuseum Schloss Gettorf;
- Stadtgalerie Kiel;
- Ministerium für Bildung, Wissenschaft und Kultur des Landes Schleswig-Holstein in Kiel